# Wasserski-Weltmeisterschaft
Wasserski-Weltmeisterschaften werden seit 1949 in mehreren Disziplinen durchgeführt.

## Weltmeister
| Jahr | Ort                                    | Slalom                                       | Figurenlauf                                  | Springen                                     | Kombination                                  | Mannschaft         |
| ---- | -------------------------------------- | -------------------------------------------- | -------------------------------------------- | -------------------------------------------- | -------------------------------------------- | ------------------ |
| 1949 | Juan-les-Pins, Frankreich              | Christian Jourdan, Frankreich                | Pierre Gouin, Frankreich                     | Guy de Clercq, Belgien                       | Christian Jourdan, Frankreich                | nicht ausgetragen  |
| 1949 | Juan-les-Pins, Frankreich              | Willa Worthington Vereinigte Staaten         | Madeleine Boutellier Frankreich              | Willa Worthington Vereinigte Staaten         | Willa Worthington Vereinigte Staaten         | nicht ausgetragen  |
| 1950 | Cypress Gardens, Vereinigte Staaten    | Dick Pope, Vereinigte Staaten                | Jack Andresen, Vereinigte Staaten            | Guy de Clercq, Belgien                       | Dick Pope, Vereinigte Staaten                | nicht ausgetragen  |
| 1950 | Cypress Gardens, Vereinigte Staaten    | Evie Wolford Vereinigte Staaten              | Willa Worthington-McGuire Vereinigte Staaten | Johnette Kirkpatrick Vereinigte Staaten      | Willa Worthington-McGuire Vereinigte Staaten | nicht ausgetragen  |
| 1953 | Toronto, Kanada                        | Charles Blackwell, Kanada                    | Warren Witherall, Vereinigte Staaten         | Alfredo Herrendoza, Vereinigte Staaten       | Alfredo Herrendoza, Vereinigte Staaten       | nicht ausgetragen  |
| 1953 | Toronto, Kanada                        | Evie Wolford Vereinigte Staaten              | Leah Marie Rawls Vereinigte Staaten          | Sandra Swaney Vereinigte Staaten             | Leah Marie Rawls Vereinigte Staaten          | nicht ausgetragen  |
| 1955 | Beirut, Libanon                        | Alfredo Herrendoza, Vereinigte Staaten       | Scotty Scott, Vereinigte Staaten             | Alfredo Herrendoza, Vereinigte Staaten       | Alfredo Herrendoza, Vereinigte Staaten       | nicht ausgetragen  |
| 1955 | Beirut, Libanon                        | Willa Worthington-McGuire Vereinigte Staaten | Marina Doria Schweiz                         | Willa Worthington-McGuire Vereinigte Staaten | Willa Worthington-McGuire Vereinigte Staaten | nicht ausgetragen  |
| 1957 | Cypress Gardens, Vereinigte Staaten    | Joe Cash, Vereinigte Staaten                 | Mike Amsbury, Vereinigte Staaten             | Joe Mueller, Vereinigte Staaten              | Joe Cash, Vereinigte Staaten                 | nicht ausgetragen  |
| 1957 | Cypress Gardens, Vereinigte Staaten    | Marina Doria Schweiz                         | Marina Doria Schweiz                         | Nancie Rideout Vereinigte Staaten            | Marina Doria Schweiz                         | nicht ausgetragen  |
| 1959 | Mailand, Italien                       | Chuck Stearns, Vereinigte Staaten            | Philippe Logut, Frankreich                   | Buster McCalla, Vereinigte Staaten           | Chuck Stearns, Vereinigte Staaten            | Vereinigte Staaten |
| 1959 | Mailand, Italien                       | Vickie van Hook Vereinigte Staaten           | Piera Castelvetri Italien                    | Nancie Rideout Vereinigte Staaten            | Vickie van Hook Vereinigte Staaten           | Vereinigte Staaten |
| 1961 | Long Beach, Vereinigte Staaten         | Jimmy Jackson, Vereinigte Staaten            | Jean-Marie Muller, Frankreich                | Larry Penacho, Vereinigte Staaten            | Bruno Zaccardi, Italien                      | Vereinigte Staaten |
| 1961 | Long Beach, Vereinigte Staaten         | Janelle Kirkley Vereinigte Staaten           | Sylvie Hulsemann Luxemburg                   | Renate Hansluvka Österreich                  | Sylvie Hulsemann Luxemburg                   | Vereinigte Staaten |
| 1963 | Vichy, Frankreich                      | Billy Spencer, Vereinigte Staaten            | Billy Spencer, Vereinigte Staaten            | Jimmy Jackson, Vereinigte Staaten            | Billy Spencer, Vereinigte Staaten            | Vereinigte Staaten |
| 1963 | Vichy, Frankreich                      | Janet Brown Vereinigte Staaten               | Guyonne Dalle Frankreich                     | Renate Hansluvka Österreich                  | Janet Brown Vereinigte Staaten               | Vereinigte Staaten |
| 1965 | Surfers Paradise Gardens, Australien   | Roland Hillier, Vereinigte Staaten           | Ken White, Vereinigte Staaten                | Larry Penacho, Vereinigte Staaten            | Roland Hillier, Vereinigte Staaten           | Vereinigte Staaten |
| 1965 | Surfers Paradise Gardens, Australien   | Barbara Cooper-Clack Vereinigte Staaten      | Dany Duflot Frankreich                       | Liz Allan Vereinigte Staaten                 | Liz Allan Vereinigte Staaten                 | Vereinigte Staaten |
| 1967 | Sherbrooke, Kanada                     | Tito Antuñano, Mexiko                        | Alan Kempton, Vereinigte Staaten             | Alan Kempton, Vereinigte Staaten             | Mike Suyderhoud, Vereinigte Staaten          | Vereinigte Staaten |
| 1967 | Sherbrooke, Kanada                     | Liz Allan Vereinigte Staaten                 | Dany Duflot Frankreich                       | Jeanette Stewart-Wood Vereinigtes Königreich | Jeanette Stewart-Wood Vereinigtes Königreich | Vereinigte Staaten |
| 1969 | Kopenhagen, Dänemark                   | Víctor Palomo, Spanien                       | Bruce Cockburn, Australien                   | Wayne Grimditch, Vereinigte Staaten          | Mike Suyderhoud, Vereinigte Staaten          | Vereinigte Staaten |
| 1969 | Kopenhagen, Dänemark                   | Liz Allan Vereinigte Staaten                 |                                              |                                              |                                              | Vereinigte Staaten |
| 1971 | Barcelona, Spanien                     | Mike Suyderhoud, Vereinigte Staaten          | Ricky McCormick, Vereinigte Staaten          | Mike Suyderhoud, Vereinigte Staaten          | George Athans, Kanada                        | Vereinigte Staaten |
| 1971 | Barcelona, Spanien                     | Christy Freeman Vereinigte Staaten           | Willi Stahle Niederlande                     | Christy Weir Vereinigte Staaten              | Christy Weir Vereinigte Staaten              | Vereinigte Staaten |
| 1973 | Bogotá, Kolumbien                      | George Athans, Kanada                        | Wayne Grimditch, Vereinigte Staaten          | Ricky McCormick, Vereinigte Staaten          | George Athans, Kanada                        | Vereinigte Staaten |
| 1973 | Bogotá, Kolumbien                      | Sylvie Maurial Frankreich                    | María Víctoria Carrasco Venezuela            | Liz Allan-Shetter Vereinigte Staaten         | Liz Allan-Shetter Vereinigte Staaten         | Vereinigte Staaten |
| 1975 | London, Vereinigtes Königreich         | Roby Zucchi, Italien                         | Wayne Grimditch, Vereinigte Staaten          | Ricky McCormick, Vereinigte Staaten          | Carlos Suárez, Venezuela                     | Vereinigte Staaten |
| 1975 | London, Vereinigtes Königreich         | Liz Allan-Shetter Vereinigte Staaten         | María Víctoria Carrasco Venezuela            | Liz Allan-Shetter Vereinigte Staaten         | Liz Allan-Shetter Vereinigte Staaten         | Vereinigte Staaten |
| 1977 | Mailand, Italien                       | Bob LaPoint, Vereinigte Staaten              | Carlos Suárez, Venezuela                     | Mike Suyderhoud, Vereinigte Staaten          | Mike Hazelwood, Vereinigtes Königreich       | Vereinigte Staaten |
| 1977 | Mailand, Italien                       | Cindy Todd Vereinigte Staaten                | María Víctoria Carrasco Venezuela            | Linda Giddens Vereinigte Staaten             | Cindy Todd Vereinigte Staaten                | Vereinigte Staaten |
| 1979 | Toronto, Kanada                        | Bob LaPoint, Vereinigte Staaten              | Patrice Martin, Frankreich                   | Mike Hazelwood, Vereinigtes Königreich       | Joel McClintock, Kanada                      | Vereinigte Staaten |
| 1979 | Toronto, Kanada                        | Pattsie Messner Vereinigte Staaten           | Natalya Rumyantseva Sowjetunion              | Cindy Todd Vereinigte Staaten                | Cindy Todd Vereinigte Staaten                | Vereinigte Staaten |
| 1981 | London, Vereinigtes Königreich         | Andy Mapple, Vereinigtes Königreich          | Cory Pickos, Vereinigte Staaten              | Mike Hazelwood, Vereinigtes Königreich       | Sammy Duvall, Vereinigte Staaten             | Vereinigte Staaten |
| 1981 | London, Vereinigtes Königreich         | Cindy Todd Vereinigte Staaten                | Ana María Carrasco Venezuela                 | Deena Brush Vereinigte Staaten               | Karen Roberge Vereinigte Staaten             | Vereinigte Staaten |
| 1983 | Göteborg, Schweden                     | Bob LaPoint, Vereinigte Staaten              | Cory Pickos, Vereinigte Staaten              | Sammy Duvall, Vereinigte Staaten             | Sammy Duvall, Vereinigte Staaten             | Vereinigte Staaten |
| 1983 | Göteborg, Schweden                     | Cindy Todd Vereinigte Staaten                | Natalya Ponomaryeva Sowjetunion              | Cindy Todd Vereinigte Staaten                | Anna Maria Carrasco Venezuela                | Vereinigte Staaten |
| 1985 | Toulouse, Frankreich                   | Bob LaPoint, Vereinigte Staaten              | Patrice Martin, Frankreich                   | Geoff Carrington, Australien                 | Sammy Duvall, Vereinigte Staaten             | Vereinigte Staaten |
| 1985 | Toulouse, Frankreich                   | Camille Duvall Vereinigte Staaten            | Judy McClintock Kanada                       | Deena Brush Vereinigte Staaten               | Karen Neville Australien                     | Vereinigte Staaten |
| 1987 | London, Vereinigtes Königreich         | Bob LaPoint, Vereinigte Staaten              | Patrice Martin, Frankreich                   | Sammy Duvall, Vereinigte Staaten             | Sammy Duvall, Vereinigte Staaten             | Vereinigte Staaten |
| 1987 | London, Vereinigtes Königreich         | Kim Laskoff Vereinigte Staaten               | Natalya Rumyantseva Sowjetunion              | Deena Brush Vereinigte Staaten               | Deena Brush Vereinigte Staaten               | Vereinigte Staaten |
| 1989 | West Palm Beach, Vereinigte Staaten    | Andy Mapple, Vereinigtes Königreich          | Aymeric Benet, Frankreich                    | Geoff Carrington, Australien                 | Patrice Martin, Frankreich                   | Vereinigte Staaten |
| 1989 | West Palm Beach, Vereinigte Staaten    | Kim Laskoff Vereinigte Staaten               | Tawn Larsen Vereinigte Staaten               | Deena Brush-Mapple Vereinigte Staaten        | Deena Brush-Mapple Vereinigte Staaten        | Vereinigte Staaten |
| 1991 | Villach, Österreich                    | Lucky Lowe, Vereinigte Staaten               | Patrice Martin, Frankreich                   | Bruce Neville, Australien                    | Patrice Martin, Frankreich                   | Kanada             |
| 1991 | Villach, Österreich                    | Helena Kjellander Schweden                   | Tawn Larsen Vereinigte Staaten               | Sheri Sloane Vereinigte Staaten              | Karen Neville Australien                     | Kanada             |
| 1993 | Singapur                               | Brett Thurley, Australien                    | Tory Baggiano, Vereinigte Staaten            | Andrea Alessi, Italien                       | Patrice Martin, Frankreich                   | Kanada             |
| 1993 | Singapur                               | Helena Kjellander Schweden                   | Britt Larsen Vereinigte Staaten              | Kim de Macedo Kanada                         | Natalia Rumiantseva Russland                 | Kanada             |
| 1995 | Roquebrune-sur-Argens, Frankreich      | Andy Mapple, Vereinigtes Königreich          | Aymeric Benet, Frankreich                    | Bruce Neville, Australien                    | Patrice Martin, Frankreich                   | Frankreich         |
| 1995 | Roquebrune-sur-Argens, Frankreich      | Helena Kjellander Schweden                   | Tawn Larsen Vereinigte Staaten               | Brenda Nichols Vereinigte Staaten            | Judy Messer Kanada                           | Frankreich         |
| 1997 | Medellín, Kolumbien                    | Andy Mapple, Vereinigtes Königreich          | Kyle Peterson, Vereinigte Staaten            | Jaret Llewellyn, Kanada                      | Patrice Martin, Frankreich                   | Frankreich         |
| 1997 | Medellín, Kolumbien                    | Helena Kjellander Schweden                   | Britt Larsen Vereinigte Staaten              | Elena Milakova Russland                      | Elena Milakova Russland                      | Frankreich         |
| 1999 | Mailand, Italien                       | Andy Mapple, Vereinigtes Königreich          | Jaret Llewellyn, Kanada                      | Jaret Llewellyn, Kanada                      | Patrice Martin, Frankreich                   | Frankreich         |
| 1999 | Mailand, Italien                       | Kristi Overton-Johnson Vereinigte Staaten    | Tawn Larsen-Hahn Vereinigte Staaten          | Emma Sheers Australien                       | Elena Milakova Russland                      | Frankreich         |
| 2001 | Recetto, Italien                       | Andy Mapple, Vereinigtes Königreich          | Nicolas le Forestier, Frankreich             | Jaret Llewellyn, Kanada                      | Jaret Llewellyn, Kanada                      | Vereinigte Staaten |
| 2001 | Recetto, Italien                       | Emma Sheers Australien                       | Regina Jaquess Vereinigte Staaten            | Elena Milakova Russland                      | Elena Milakova Russland                      | Vereinigte Staaten |
| 2003 | Clermont (Florida), Vereinigte Staaten | Jeff Rodgers, Vereinigte Staaten             | Jimmy Siemers, Vereinigte Staaten            | Freddy Krueger, Vereinigte Staaten           | Jimmy Siemers, Vereinigte Staaten            | Vereinigte Staaten |
| 2003 | Clermont (Florida), Vereinigte Staaten | Emma Sheers Australien                       | Mandy Nightingale Vereinigte Staaten         | Emma Sheers Australien                       | Regina Jaquess Vereinigte Staaten            | Vereinigte Staaten |
| 2005 | Tianjin, Volksrepublik China           | William Asher, Vereinigtes Königreich        | Nicolas le Forestier, Frankreich             | Jaret Llewellyn, Kanada                      | Jimmy Siemers, Vereinigte Staaten            | Vereinigte Staaten |
| 2005 | Tianjin, Volksrepublik China           | Regina Jaquess Vereinigte Staaten            | Mandy Nightingale Vereinigte Staaten         | Angeliki Andriopoulou Griechenland           | Regina Jaquess Vereinigte Staaten            | Vereinigte Staaten |
| 2007 | Linz/Steyregg Österreich               | Thomas Degasperi, Italien                    | Nicolas le Forestier, Frankreich             | Freddy Krueger, Vereinigte Staaten           | Jaret Llewellyn, Kanada                      | Vereinigte Staaten |
| 2007 | Linz/Steyregg Österreich               | Nicole Arthur Vereinigtes Königreich         | Lucine Clementine Frankreich                 | Angeliki Andriopoulou Griechenland           | Lucine Clementine Frankreich                 | Vereinigte Staaten |